# Сен-Поль-ле-Дюранс
Сен-Поль-ле-Дюранс (фр. Saint-Paul-lès-Durance, окс. Sant-Pau) — коммуна на юго-востоке Франции в регионе Прованс — Альпы — Лазурный Берег, департамент Буш-дю-Рон, округ Экс-ан-Прованс, кантон Тре. До 2015 года коммуна административно входила в состав кантона Пейроль-ан-Прованс.

## Географическое положение
Коммуна Сен-Поль-ле-Дюранс расположена на юго-востоке Франции, в департаменте Буш-дю-Рон региона Прованс-Альпы-Лазурный берег. Коммуна входит в округ Экс-ан-Прованс.
Площадь коммуны — 45,81 км², население — 956 человек (2006) с тенденцией к росту: 987 человек (2012), плотность населения — 21,6 чел/км².

## Население
Население коммуны в 2011 году составляло 947 человек, а в 2012 году — 987 человек.
| 1962 | 1968 | 1975 | 1982 | 1990 | 1999 | 2005 | 2006 | 2010 | 2011 | 2012 |
| ---- | ---- | ---- | ---- | ---- | ---- | ---- | ---- | ---- | ---- | ---- |
| 866  | 503  | 463  | 461  | 643  | 789  | 928  | 956  | 985  | 947  | 987  |

Динамика населения:

## Экономика
В 2010 году из 685 человек трудоспособного возраста (от 15 до 64 лет) 550 были экономически активными, 132 — неактивными (показатель активности 80,6 %, в 1999 году — 60,8 %). Из 550 активных трудоспособных жителей работали 514 человек (290 мужчин и 224 женщины), 36 числились безработными (17 мужчин и 19 женщин). Среди 132 трудоспособных неактивных граждан 37 были учениками либо студентами, 54 — пенсионерами, а ещё 41 — были неактивны в силу других причин.
На протяжении 2010 года в коммуне числилось 344 облагаемых налогом домохозяйства, в которых проживало 820,0 человек. При этом медиана доходов составила 18 тысяч 818 евро на одного налогоплательщика.

## Достопримечательности
На территории коммуны расположен французский исследовательский центр ядерной энергетики — «Кадараш», где сейчас строится Международный экспериментальный термоядерный реактор «ITER».